# Storsponen
Der Storsponen (norwegisch für Großer Span) ist ein Nunatak im ostantarktischen Königin-Maud-Land. Im Mühlig-Hofmann-Gebirge ragt er an der Westseite des Hoggestabben auf.
Norwegische Kartographen, die ihn auch benannten, kartierten ihn anhand von Luftaufnahmen und Vermessungen der Dritten Norwegischen Antarktisexpedition (1956–1960).